# ورخنه‌تیمکینو
ورخنه‌تیمکینو (انگلیسی: Verkhnetimkino) یک شهرک در شهرستان کارماسکالینسکی استان باشقیرستان کشور روسیه است.